# Carl Jaffe
Carl Heinz Jaffe, geboren als Karl-Heinrich Jaffé, Pseudonym Frank Alwar (geboren 21. März 1902 in Hamburg; gestorben 12. April 1974 in London) war ein deutsch-britischer Schauspieler.

## Leben
Carl Jaffé war der Sohn des Arztes Carl Benedict Jaffé und der Adele Robinow. Er spielte bereits mit 15 Jahren aushilfsweise an der Niederdeutschen Bühne Hamburg von Richard Ohnsorg und begann 18-jährig als Volontär am Staatstheater Wiesbaden. Nach einer Zwischenstation in Kassel kam er nach Berlin, wo er im Fach des jugendlichen Helden neben vielen bekannten Schauspielern wie Elisabeth Bergner, Fritz Kortner und dem jungen Gustaf Gründgens auf der Bühne stand.
1931 spielte er den Winnetou in einer gleichnamigen Inszenierung in Berlin.
Wegen der Machtübergabe an die Nationalsozialisten 1933 änderte Jaffe, der jüdischer Herkunft war, seinen Namen in Frank Alwar und arbeitete noch einige Zeit am Renaissance-Theater. 1935/36 gehörte er als Schauspieler dem Kulturbund Deutscher Juden in Hamburg an. Im Sommer 1936 emigrierte er nach London und spielte dort noch im selben Jahr in deutschsprachigen Theaterstücken, die er zum Teil selbst inszenierte. 1937 erhielt er ein Engagement an einem Londoner West-End-Theater.
Während des Zweiten Weltkriegs erschien er häufig in britischen Kriegs- und Propagandafilmen als unsympathischer deutscher Wehrmachtsoffizier. Ab Juni 1945 unterrichtete er für den Londoner Rundfunk deutsche Rundfunkhörer in der englischen Sprache. Von 1945 bis 1973 hatte er die Funktion des Leiters des BBC German Radio Language-Service inne. Mehr als 3.000 Unterrichtsprogramme (Titel: Lernt Englisch im Londoner Rundfunk) für deutsche Zuhörende leitete und produzierte er. Seine Sendereihe wurde in zahlreichen Büchern verschriftlicht. Ferner spielte er in zahlreichen kleinen Nebenrollen kühle, zwielichtige Figuren und immer wieder elegante, aber bösartige Nazis.

## Privates
Jaffe war seit 1928 mit der Künstlerin Elsbeth Sachs geb. Pintus (1896–1971) verheiratet, sie hatten zwei Kinder. Er wurde 1947 britischer Staatsbürger.

## Filmografie
- 1931: Wäsche-Waschen-Wohlergehen (Industriefilm)
- 1939: Die Millionenbraut (Over the Moon)
- 1943: Leben und Sterben des Colonel Blimp (The Life and Death of Colonel Blimp)
- 1944: Der Mann aus Marokko (The Man From Morocco)
- 1948: Das tanzende Wien (The Dancing Years)
- 1949: Ich war eine männliche Kriegsbraut (I Was a Male War Bride)
- 1950: Staatsgeheimnis (State Secret)
- 1950: Die schwarze Rose (The Black Rose)
- 1951: Fünf Mädchen und ein Mann (A Tale of Five Cities)
- 1952: Ivanhoe – Der schwarze Ritter (Ivanhoe)
- 1953: Sekunden der Verzweiflung (Desperate Moment)
- 1953: Die blonde Spionin (Park Plaza 605)
- 1954: Verraten (Betrayed)
- 1956: In den Krallen der Gangster (House of Secrets)
- 1957: I Accuse!
- 1958: Mit 1000 Volt in den Tod (Escapement)
- 1959: Rakete 510 (First Man into Space)
- 1959: U-Bahn in den Himmel (Subway in the Sky)
- 1960: Geheimakte M (Man on a String)
- 1960: Geheimauftrag für John Drake (Danger Man; Fernsehserie, 1 Folge)
- 1961: Der römische Frühling der Mrs. Stone (The Roman Spring of Mrs. Stone)
- 1961: Die Verfolger (The Pursuers; Fernsehserie, 2 Folgen)
- 1967: Der doppelte Mann (The Double Man)